# Nils Henrik Lovén
Nils Henrik Lovén, född den 29 december 1801 i Räng, död den 24 april 1877 i Lund, var en svensk professor i medicin vid Lunds universitet 1847–1874.
Lovén undervisade i patologi, rättsmedicin och i medicinhistoria vid Lunds universitet. Han var inspektor för Skånska nationen 1850–1859 samt en av fem universitetslärare som 1830 bildade Akademiska Föreningen (AF). Under Lovéns mer än tjugoåriga tid som AF:s ordförande 1832–1854 planerades och byggdes AF:s byggnad, den så kallade ynglingaborgen, idag mer känd som AF-borgen på dess nuvarande plats i Lundagård. Under mellanperioden höll AF till i Sylwanska gården. Vid dess invigning 1851 var Lovén Rector Magnificus (1850–1851). Lovén invaldes 1851 som ledamot nummer 509 av Kungliga Vetenskapsakademien.
Nils Henrik Lovén var kusin till Sven Lovén och Nils Lovén (pseudonymen Nicolovius) samt bror till Lars Johan Lovén. Han var son till direktör Johan Lovén (1759–1809) och Catharina Magdalena Lovén, född Herlin (1771–1822). År 1829 gifte han sig med Ulrika "Ulla" Liljevalch (1810–1892). Hon var dotter till Carl F. Liljewalch. De var föräldrar till Carl Johan, Nils Eberhard, Fredrik och Erik Lovén samt till Catharina-Maria Lovén (1848–1914), som var gift med Pehr Eklund.
Nils Henrik Lovén är begraven på Östra kyrkogården i Lund.

## Bildgalleri

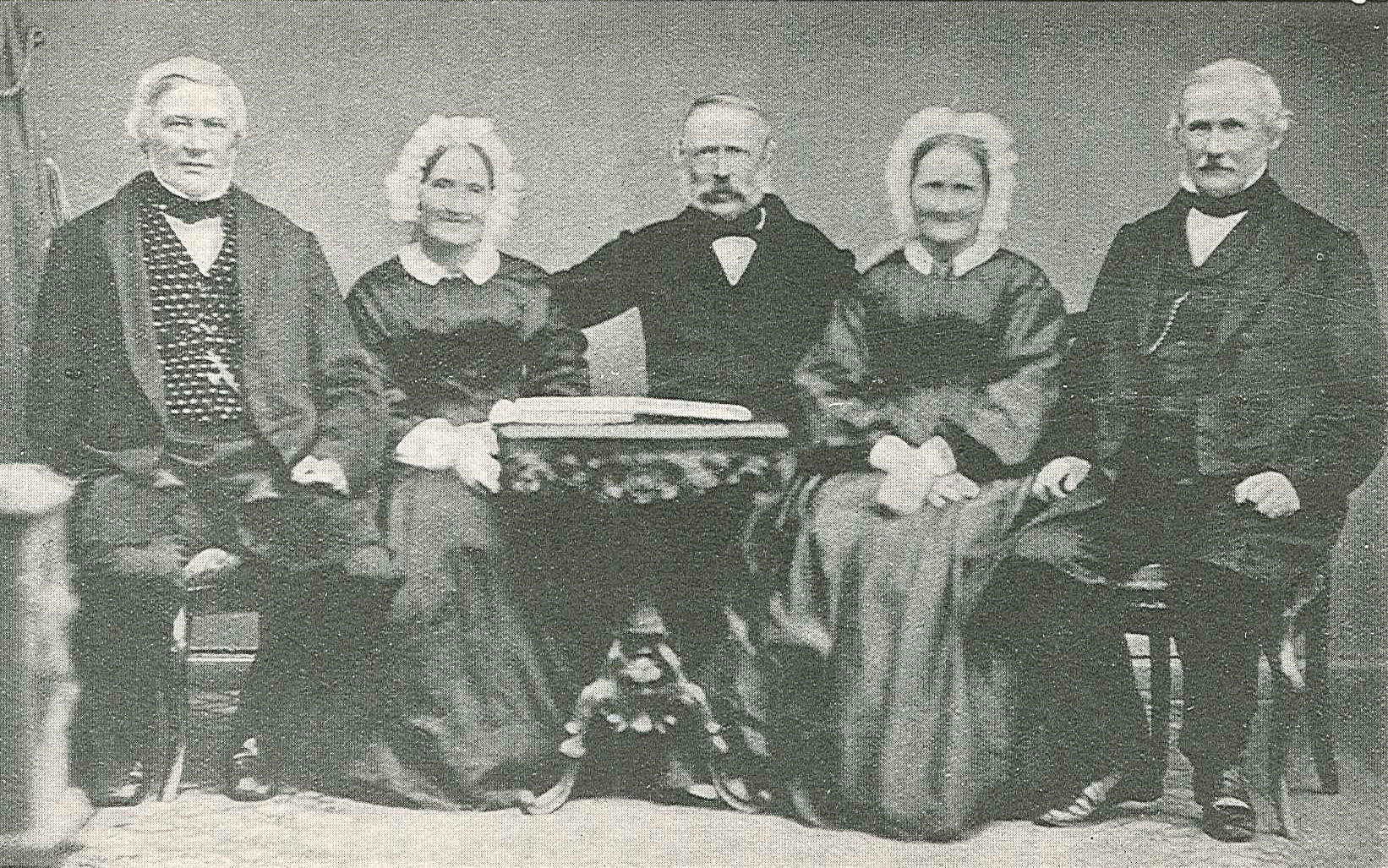
Nils Henrik Lovén (längst till höger) på en gruppbild tillsammans med sina fyra äldre syskon Per Magnus, Hedda, Lars Johan och Clara.
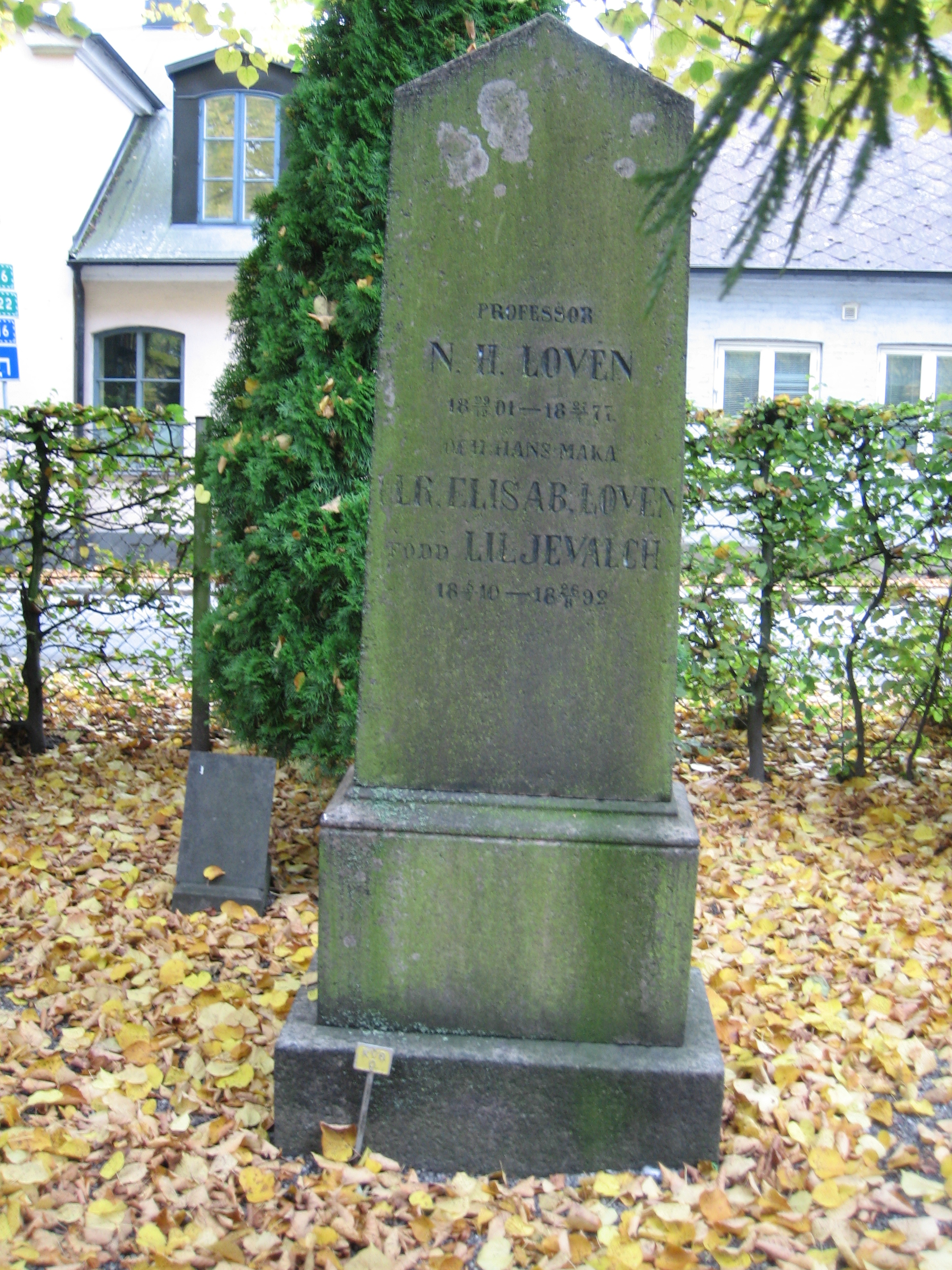
Nils Henrik Lovéns gravsten på Östra kyrkogården i Lund.